# IAI I-View
L'IAI I-View (Eye-View dans certaines sources) est un petit drone reconnaissance tactique développé en Israël au début des années 2000. Comme les autres drones produits par IAI, il a un train d'atterrissage fixe et un moteur à pistons de 25 ch. L'Eye-View est également promu sur les marchés civils pour l'alerte aux incendies de forêt et, sous cette forme, il est connu sous le nom de FireBird.
En décembre 2006, l'I-View a remporté l'appel d'offres gagnant dans le cadre de l'exigence JP129 de fournir un drone de reconnaissance pour les Forces de Défense australienne. Le contrat pour le projet a été annulé en septembre 2008 en raison de problèmes techniques avant la livraison des drones.
Dans le cadre d'un accord de 50 millions de dollars signé en avril, Israel Aerospace Industries (IAI) fournira à la Russie certains de ses drones de second rang, notamment le mini-drone Bird-Eye 400, le drone tactique I-view MK150 et le Searcher Mk II. Il s'agit de la première vente israélienne de plates-formes militaires à la Russie.

## Caractéristiques

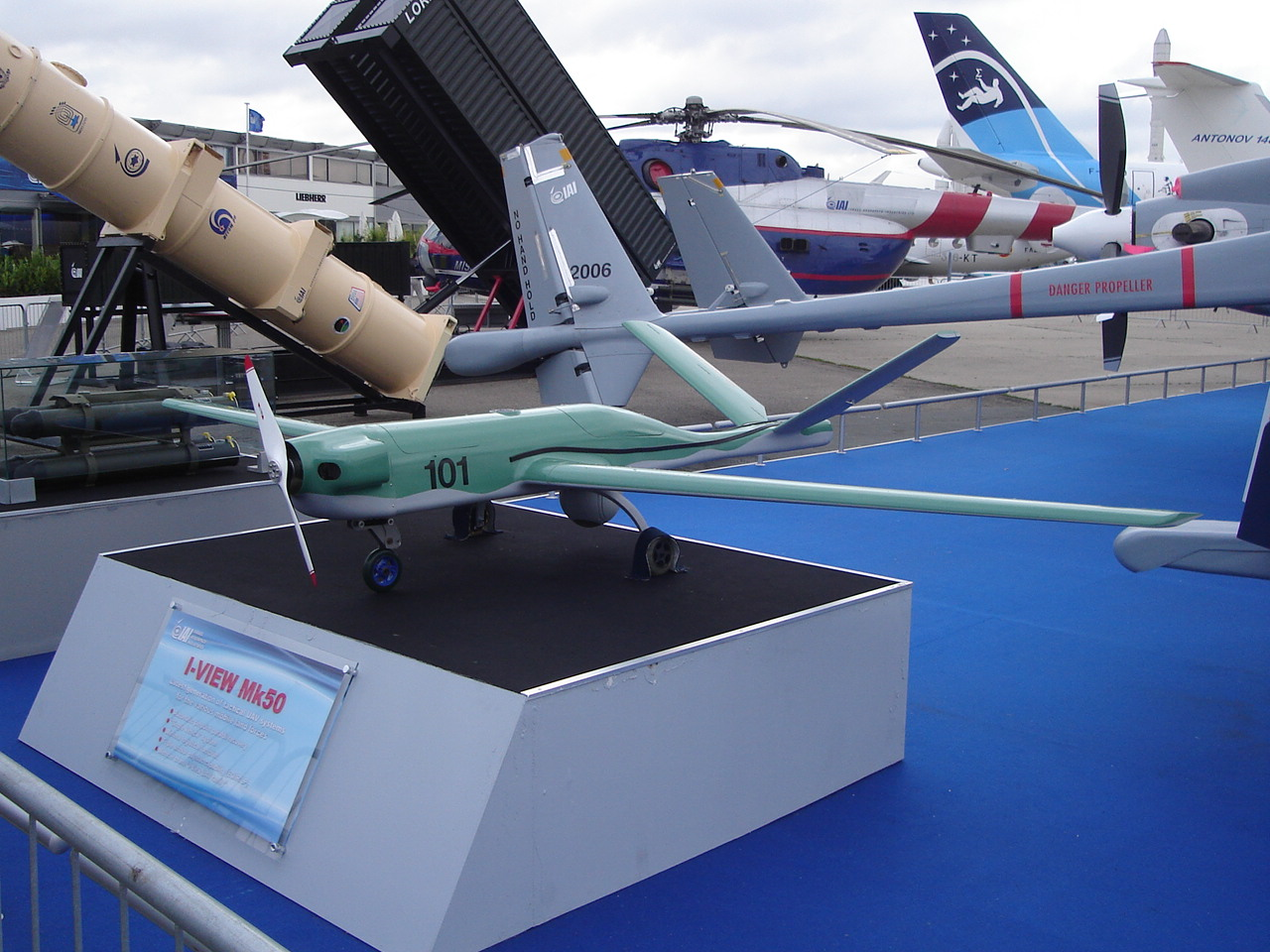
I-View 50

L'I-View a une configuration assez classique avec les trains d’atterrissage fixe, les ailes en position basse en une queue en V. Le drone est alimenté par un moteur à pistons qui actionne une hélice à deux pales situé sur le nez de l'appareil en configuration "traction". Le décollage et l'atterrissage se font sur piste qui peut être une piste sommaire. Mais ils peuvent également s'effectuer via une catapulte un parachute. Sa charge utile lui permet d'emporter une gamme de senseurs, caméras et équipements en tout genre.
Le système I-View est capable d'effectuer des missions de surveillance à courte portée, de reconnaissance, d'acquisition d'objectifs et d'ajustement d'artillerie, ce qui en fait un drone économique idéal pour les opérations de première ligne sur le champ de bataille.

### Variantes
L'I-View a été développé en de nombreuses variantes chacune pour être utilisé à un échelon différents (brigade, section...):
|            | Masse maxi au décollage | Endurance | Rayon d'action | Plafond | Charge utile |
| ---------- | ----------------------- | --------- | -------------- | ------- | ------------ |
| I-View 50  | 104 kg                  | 6h        | 50 km          | 4 572 m | 14 kg        |
| I-View 125 | 125 kg                  | 8h        | 70 km          | 4 572 m | 30 kg        |
| I-View 150 | 160 kg                  | 7h        | 100 km         | 5 182 m | 20 kg        |
| I-View 240 | 240 kg                  | 16h       | 240 km         | 6 706 m | 60 kg        |
| I-View 250 | 250 kg                  | 8h        | 150 km         | 6 096 m | 60 kh        |